# نكاش التربة

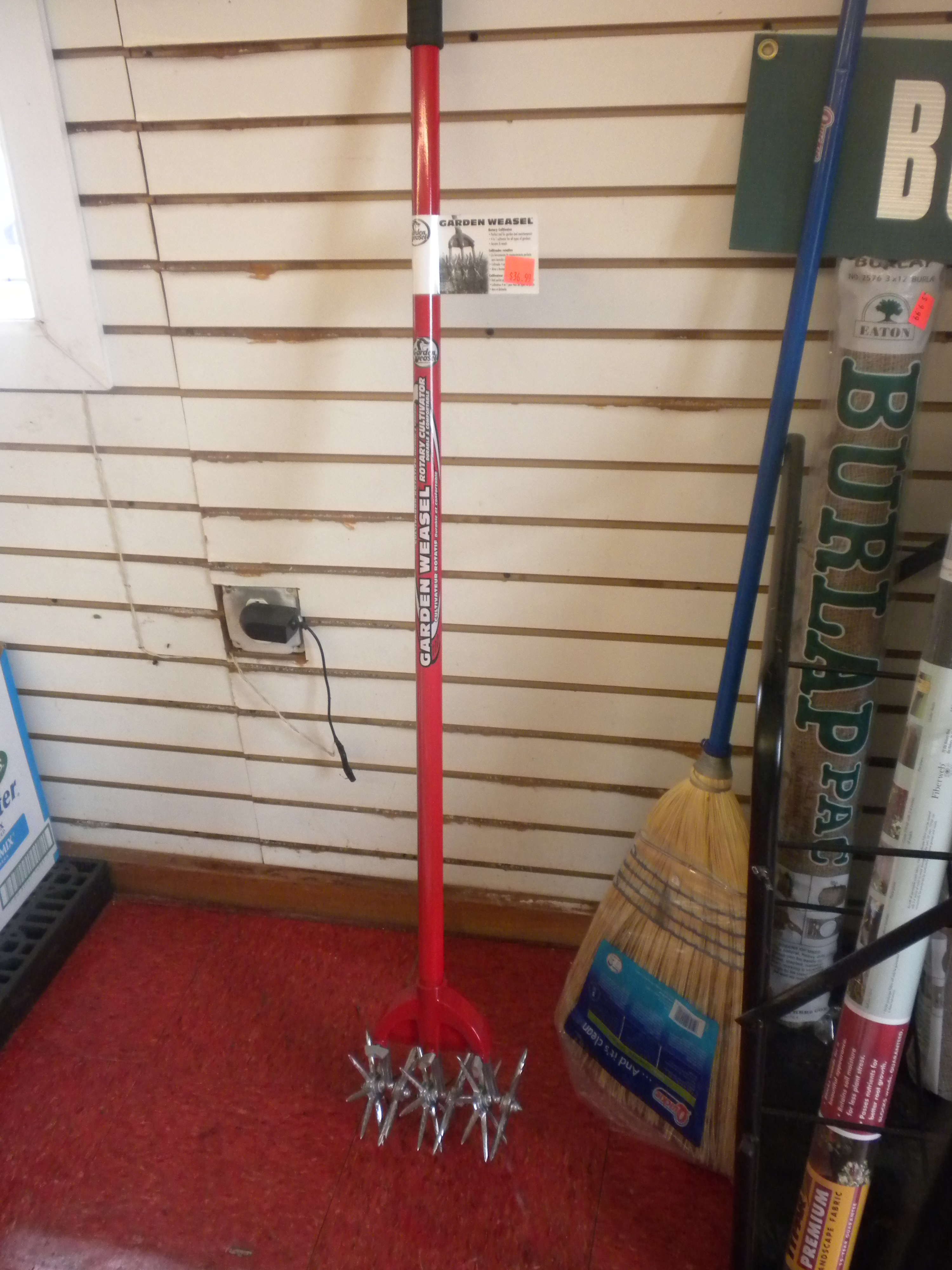
نكاش التربة.

نكاش التربة هو أداة تستخدم في المقام الأول لإصلاح وتهوية المروج. وتستخدم أيضاً لمكافحة الأعشاب الضارة عن طريق تحريك سطح التربة، وتخفيف التربة، وإعدادها قبل رش بذور الحشائش. كأداة يتم تثبيتها باليد وتصميمها لاستخدامها أثناء الوقوف، وتدفع الأداة إلى الأمام والخلف على الأرض ليتم نكش التربة.